# أسحل
الإسْحِلُ شجرٌ  يشبه الأثل يُستاك بأعواده يشبه الأثْلَ، ينبت في السهول في منابت الأراك.
قال عرّام: (اوفي جبال السراة الأعناب وقصب السكر والقرض والأسحل...).
قال امرؤ القيس في معلقتة: